# Акварель (фільм, 1958)
«Акварель» (рос. «Акварель») — грузинський радянський короткометражний художній фільм 1958 року, перша робота відомого грузинсько-французького кінорежисера Отара Іоселіані.

## Сюжет
"Це моя перша навчальна робота за мотивами оповідання О. Гріна. Бідна сім'я: чоловік — п'яниця, дружина — праля. Він витрачає останні зароблені дружиною крихти на випивку. А в музеї, де їх зводить доля… раптом бачать вони картину, написану аквареллю, на якій змальований їх старий будиночок… білизна сохне на сонечку, дуже красиво. І будинок, в якому вони живуть на картині виглядає затишним і привітним, а не таким смутним, яким вони його собі уявляли. І печаль охоплює їх".

## Актори
- Геннадій Крашенінніков — чоловік
- Софіко Чіаурелі — дружина